# Maurizio Giovannelli
Maurizio Giovanelli (Sermide, 12 marzo 1958) è un ex calciatore italiano, di ruolo centrocampista.

## Carriera
Ha esordito in Serie A il 21 settembre 1980 in Juventus-Como (2-0).
Ha giocato con Varese, Genoa, Como, SPAL, Avellino, Catania, Ascoli, Cosenza e Cagliari. Ha ottenuto cinque promozioni in carriera, tre dalla Serie B alla Serie A (con Catania, Ascoli e Cagliari) e due dalla Serie C1 alla Serie B (con Cosenza e Cagliari).

## Palmarès
- Campionato italiano di Serie B: 3

Catania: 1982-1983
Ascoli: 1985-1986
Cagliari: 1989-1990
- Campionato italiano di Serie C1: 2

Cosenza: 1987-1988
Cagliari: 1988-1989
- Coppa Italia Serie C: 1

Cagliari: 1988-1989
- Coppa Mitropa: 1

Ascoli: 1986-1987